# Ehrenring des Landes Steiermark
Der Ehrenring des Landes Steiermark ist die höchste Auszeichnung, die vom Land Steiermark vergeben wird. Sie ist hierarchisch über dem mehrstufigen Ehrenzeichen des Landes Steiermark angesiedelt.

## Aussehen
Bei diesem Ehrenring handelt es sich um einen 18-karätigen, glatten Goldring. Auf dem Ring befinden sich zwei Goldschalen, in die das steirische Landeswappen eingearbeitet ist. Im Ring ist auch die laufende Nummer der ausgezeichneten Träger eingraviert.
Der Ring misst je nach Ausführung etwa 20 bis 27 mm in der Höhe und 15 mm in der Breite.

## Verleihung
Der Ring wird meist vom steirischen Landeshauptmann persönlich überreicht. Zusätzlich wird eine Urkunde mit dem Landeswappen, dem Namen und der Originalunterschrift des Landeshauptmannes übergeben.